# Ghost Rider (komiks)

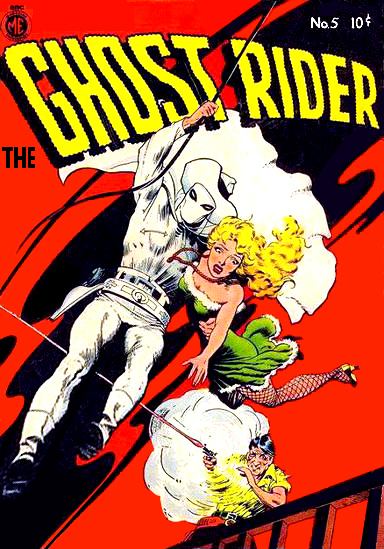
Přebal komiksu.

Ghost Rider je komiks, který vytvořil Stan Lee ve společnosti Marvel Comics. Podle této předlohy byly natočeny filmy, v roce 2007 Ghost Rider a v roce 2012 Ghost Rider 2.
Fiktivní postava Johny Blaze uzavřela smlouvu s ďáblem, aby ochránila své blízké. Poté si ďábel přichází vybrat svůj dluh, pramenící ze smlouvy. Přes den Johny Blaze vykonává svou práci kaskadéra, ale v noci se mění v Ghost Ridera, který má za úkol lovit démony. Přestože musí spolupracovat s ďáblem, využije svých nadpřirozených schopností k tomu, aby chránil nevinné.